# Begluci (Derventa)
Pour les articles homonymes, voir Begluci.
Begluci (en serbe cyrillique : Беглуци) est un village de Bosnie-Herzégovine. Il est situé dans la municipalité de Derventa et dans la république serbe de Bosnie. Selon les premiers résultats du recensement bosnien de 2013, il compte 219 habitants.

## Démographie

### Évolution historique de la population dans la localité
| 1948 | 1953 | 1961 | 1971 | 1981 | 1991 | 2013 |
| ---- | ---- | ---- | ---- | ---- | ---- | ---- |
| -    | -    | -    | 754  | 753  | 921  | 219  |

|  |

### Communauté locale
En 1991, la communauté locale de Begluci comptait 1 178 habitants, répartis de la manière suivante :